# ميغان تيموثي
ميغان تيموثي (بالإنجليزية: Megan Timothy) هي ممثلة زيمبابوية، ولدت في 1943 في زيمبابوي.

## وصلات خارجية
- ميغان تيموثي على موقع IMDb (الإنجليزية)
- ميغان تيموثي على موقع ميوزك برينز (الإنجليزية)
- ميغان تيموثي على موقع قاعدة بيانات الفيلم (الإنجليزية)